# Bisdom Gwalior
Het bisdom Gwalior (Latijn: Dioecesis Gwaliorensis) is een rooms-katholiek bisdom met als zetel Gwalior, in India. Het bisdom is suffragaan aan het aartsbisdom Bhopal. 

## Geschiedenis
Het bisdom werd opgericht op 9 februari 1999, uit delen van het bisdom Jhansi. 

## Parochies
Het bisdom had in 2021 een oppervlakte van 33.583 km2 en telde 6.259.000 inwoners waarvan 0,1% rooms-katholiek was.

## Bisschoppen
- Joseph Kaithathara (9 februari 1999 - 18 oktober 2016)
- Thomas Thennatt (18 oktober 2016 - 14 december 2018)
- Joseph Thykkattil (31 mei 2019 - heden)

Bhopal (aartsbisdom) · Gwalior · Indore · Jabalpur · Jhabua · Khandwa · Sagar (Syro-Malabar) · Satna (Syro-Malabar) · Ujjain (Syro-Malabar)